# اسرای ارمنستانی در جنگ دوم قره‌باغ
اسرای ارمنی جنگ دوم قره باغ کوهستانی سربازان ارتش دفاعی جمهوری آرتساخ و نیروهای مسلح جمهوری ارمنستان و همچنین غیرنظامیان و سایر بازداشت شدگان هستند که در طی دوران تسلیم یا به زور توسط نیروهای مسلح آذربایجان اسیر شدند. و پس از درگیری در سال ۲۰۲۰ بین آذربایجان و جمهوری آرتساخ همراه با ارمنستان در منطقه مورد مناقشه قره باغ کوهستانی و مناطق اطراف آن.
رفتار غیرانسانی نیروهای آذربایجانی با پرسنل نظامی، غیرنظامیان و سایر بازداشت شدگان ارمنی قومی، مورد آزار جسمی، شکنجه تحقیر، ناپدیدشدن اجباری، قتل غیرقانونی و اعدام. کشتن عمدی غیرنظامیان، کشتن عمدی اسیران جنگی، شکنجه، گروگان‌گیری، اعطای هیچ ربع با وجود تسلیم شدن، همگی جنایات جنگی محسوب می‌شوند.
تعداد اسرای ارمنی ناشناخته مانده است. آنها در شرایط ناپسند بازداشت نگهداری شدند. علیرغم درخواست برای آزادی فوری تمامی اسرای جنگی ارمنی، غیرنظامیان و سایر بازداشت شدگان توسط اتحادیه اروپا و سازمان‌های بین‌المللی، آذربایجان علیه آنها اتهامات جنایی ارائه کرده است. ارمنستان در سپتامبر ۲۰۲۱ پرونده ای علیه آذربایجان در دیوان دادگستری بین‌المللی تشکیل داد و جلسات رسیدگی در اکتبر ۲۰۲۱ در لاهه برگزار شد. مواردی از نقض حقوق اسرا نیز به نیروی‌های ارمنی منتسب است.

## شکنجه اسرا
دیده‌بان حقوق بشر در پی مصاحبه با تعدادی از اسرای آزاد شده و همچنین بررسی ویدئوهای منتشر شده و مورد تأیید به مواردی از شکنجه اسرا همچون تشنگی و گرسنگی دادن، شوک الکتریکی و سوزاندن با سیگار و مضروب کردند با میله آهنی اشاره کرده است.

## اعدام اسرا
فیلمی از اعدام اسرا در رسانه‌های اجتماعی منتشر گردید و بازتاب وسیعی یافت. دولت جمهوری آذربایجان مدعی شد که فیلم فیک است اما تحقیقیات رسانه ای صحت فیلم را تأیید می‌کند
و واقعه در اطراف شهرک هادروت روی داده است.